# کاغلوکوزلو (کلیبر)
کاغلوگوزلو یکی از روستاهای استان آذربایجان شرقی است که در دهستان قشلاق بخش آبش‌احمد شهرستان کلیبر واقع شده‌است.